# Liste der Nummer-eins-Hits in den britischen Charts (2010)
Dies ist eine Liste der Nummer-eins-Hits in den britischen Charts im Jahr 2010. Sie basiert auf den Official Singles Chart Top 100 und den Albums Chart Top 100, die von der Official Charts Company ermittelt werden. Es gab in diesem Jahr 36 Nummer-eins-Singles und 31 Nummer-eins-Alben.

## Singles
| ← 2009 ← | Liste der Nummer-eins-Hits in den britischen Charts | Liste der Nummer-eins-Hits in den britischen Charts  | Liste der Nummer-eins-Hits in den britischen Charts | 2011 →                    |
| \| Zeitraum \| Wo. ges. \| Interpret \| Titel Autor(en) \| Zusätzliche Informationen \| \| (Zeitraum, Wochen auf Platz eins, Interpret, Titel, Autor[en], zusätzliche Informationen) \| \| \| \| \| \| ----------------------------------------------------------------------------------------- \| -------- \| ---------------------------------------------------- \| ---------------------------------------------------------------------------------------------------------------------------------------------------------------------------------------------------------------------------------------- \| ------------------------- \| \| 27. Dezember 2009 – 2. Januar 2010 1 Woche \| 1 \| Joe McElderry \| The Climb Jessica Leigh Alexander, Jon Clifton Mabe \| – \| \| 3. Januar 2010 – 9. Januar 2010 1 Woche (insgesamt 2) \| 2 \| Lady Gaga \| Bad Romance Nadir Khayat, Stefani Germanotta \| – \| \| 10. Januar 2010 – 23. Januar 2010 2 Wochen \| 2 \| Iyaz \| Replay Jason Joel Desrouleaux, Theron Makiel Thomas, Timothy Jamahli Thomas, Jonathan Rotem, Kisean Paul Anderson, Keidran K. Jones \| – \| \| 24. Januar 2010 – 13. Februar 2010 3 Wochen \| 3 \| Owl City \| Fireflies Adam R. Young \| – \| \| 14. Februar 2010 – 27. Februar 2010 2 Wochen \| 2 \| Helping Haiti \| Everybody Hurts William Thomas Berry, Michael Stipe, Peter Lawrence Buck, Michael Edward Mills \| – \| \| 28. Februar 2010 – 6. März 2010 1 Woche \| 1 \| Jason Derulo \| In My Head Jonathan Reuven Rotem, Claude Kelly, Jason Joel Desrouleaux \| – \| \| 7. März 2010 – 20. März 2010 2 Wochen \| 2 \| Tinie Tempah \| Pass Out Musik: Timothy Lee McKenzie, Marc Williams; Text: Nicolas David Robert Salvadori, Patrick Okogwu \| – \| \| 21. März 2010 – 3. April 2010 2 Wochen \| 2 \| Lady Gaga feat. Beyoncé \| Telephone Beyoncé Gisselle Knowles, Rodney Roy Jerkins, LaShawn Ameen Daniels, Lazonate S. Franklin, Stefani Germanotta \| – \| \| 4. April 2010 – 17. April 2010 2 Wochen \| 2 \| Scouting for Girls \| This Ain’t a Love Song Roy Neville Francis Stride \| – \| \| 18. April 2010 – 24. April 2010 1 Woche \| 1 \| Usher feat. Will.i.am \| OMG William Adams \| – \| \| 25. April 2010 – 1. Mai 2010 1 Woche \| 1 \| Diana Vickers \| Once Cathy Dennis, Francis Eg White \| – \| \| 2. Mai 2010 – 22. Mai 2010 3 Wochen \| 3 \| Roll Deep \| Good Times Adam Isaac Ali, Mohammed Ibrahim Ali, Ryan Robert Williams, Richard Kylea Cowie, David Paul Dawood, Charlotte Kellys, Jodie Melanie Connor \| – \| \| 23. Mai 2010 – 29. Mai 2010 1 Woche \| 1 \| B.o.B feat. Bruno Mars \| Nothin’ on You Philip Martin Lawrence II, Ari Levine, Peter Gene Hernandez, Bobby Ray Simmons Jr. \| – \| \| 30. Mai 2010 – 5. Juni 2010 1 Woche \| 1 \| Dizzee Rascal \| Dirtee Disco Dylan Kwabena Mills, Nicholas Andrew Detnon, Daniel Pearce, John Edward Davis, Jacqueline H. English, Vincent M. Fay \| – \| \| 6. Juni 2010 – 12. Juni 2010 1 Woche \| 1 \| David Guetta & Chris Willis feat. Fergie & LMFAO \| Gettin’ Over You David Guetta, Jean-Claude Sindres, Frederic Jean Riesterer, Christopher Kevin Willis, William Adams, Stacy Ferguson, Stefan Kendal Gordy, Sandy Julien Wilhelm, David Jamahl Listenbee, Skyler Husten Gordy \| – \| \| 13. Juni 2010 – 26. Juni 2010 2 Wochen \| 2 \| Shout for England feat. Dizzee Rascal & James Corden \| Shout Edward Theodore Riley, William Anthony Stewart Jr., Nigel Butler, Blair Lee Joey Dreelan, Andre Hannibal Chauncey, Ray Hedges, Kwabena Dylan Mills, Roland Orzabal, Ian Stanley, Richard S. Vick III, Lynise Walters, Bill Withers \| – \| \| 27. Juni 2010 – 10. Juli 2010 2 Wochen \| 2 \| Katy Perry feat. Snoop Dogg \| California Gurls Katy Perry, Lukasz Gottwald, Max Martin, Benjamin Joseph Levin, Bonnie Leigh McKee, Cordozar Calvin Broadus \| – \| \| 11. Juli 2010 – 17. Juli 2010 1 Woche \| 1 \| JLS \| The Club Is Alive Oscar Hammerstein II, Richard Rodgers, Savan Harish Kotecha, Andrew Marcus Frampton, Steven McCutcheon \| – \| \| 18. Juli 2010 – 24. Juli 2010 1 Woche \| 1 \| B.o.B feat. Hayley Williams \| Airplanes Justin Scott Franks, Timothy Paul Sommers, Jeremy Dussolliet, Bobby Ray Simmons Jr., Alexander Junior Grant \| – \| \| 25. Juli 2010 – 31. Juli 2010 1 Woche \| 1 \| Yolanda Be Cool vs. DCUP \| We No Speak Americano! Musik: Renato Carosone; Text: Nicola Salerno \| – \| \| 1. August 2010 – 7. August 2010 1 Woche \| 1 \| The Wanted \| All Time Low Edward James Drewett, Steven McCutcheon, Wayne Anthony Hector \| – \| \| 8. August 2010 – 14. August 2010 1 Woche \| 1 \| Ne-Yo \| Beautiful Monster Mikkel Storleer Eriksen, Tor Erik Hermansen, Shaffer Smith, Sandy Julien Wilhelm \| – \| \| 15. August 2010 – 21. August 2010 1 Woche \| 1 \| Flo Rida feat. David Guetta \| Club Can’t Handle Me Tramar Dillard, David Guetta, Michael Caren, Kasia Livingston, Carmen Michelle Key, Frédéric Jean Riesterer, Giorgio H. Tuinfort \| – \| \| 22. August 2010 – 28. August 2010 1 Woche \| 1 \| Roll Deep \| Green Light Adam Isaac Ali, Mohammed Ibrahim Ali, Ryan Robert Williams, Jason Black, Richard Kylea Cowie, Sirach Tendai Charles, Victoria Titilayo Akintola, Ras Kassa Amha Shaka Alexander, Daniel James Baker, John Dunne, Joe Hirst \| – \| \| 29. August 2010 – 4. September 2010 1 Woche \| 1 \| Taio Cruz \| Dynamite Lukasz Gottwald, Benjamin Joseph Levin, Max Martin, Bonnie Leigh McKee, Adetayo Ayowale Onile-Ere \| – \| \| 5. September 2010 – 11. September 2010 1 Woche \| 1 \| Olly Murs \| Please Don’t Let Me Go Oliver Stanley Murs, Claude Kelly, Stephen Paul Robson \| – \| \| 12. September 2010 – 25. September 2010 2 Wochen \| 2 \| Alexandra Burke feat. Laza Morgan \| Start Without You Kristian Carl Marcus Lundin, Savan Harish Kotecha, Julian C. Bunetta, Nadir Khayat \| – \| \| 26. September 2010 – 2. Oktober 2010 1 Woche (insgesamt 2) \| 2 \| Bruno Mars \| Just the Way You Are (Amazing) Khari Cain, Peter Gene Hernandez, Philip Martin Lawrence II, Ari Levine, Khalil Walton \| – \| \| 3. Oktober 2010 – 9. Oktober 2010 1 Woche \| 1 \| Tinie Tempah feat. Eric Turner \| Written in the Stars Charlie Bernardo Kaagell, Eric Vincent Turner, Patrick Chukwuemeka Okogwu, Eshraque Mughal \| – \| \| 10. Oktober 2010 – 23. Oktober 2010 2 Wochen \| 2 \| CeeLo Green \| Forget You Thomas Decarlo Callaway, Philip Martin Lawrence II, Ari Levine, Peter Gene Hernandez, Christopher Steven Brown \| – \| \| 24. Oktober 2010 – 30. Oktober 2010 1 Woche (insgesamt 2) \| 2 \| Bruno Mars \| Just the Way You Are Khari Cain, Peter Gene Hernandez, Philip Martin Lawrence II, Ari Levine, Khalil Walton \| – \| \| 31. Oktober 2010 – 6. November 2010 1 Woche \| 1 \| Cheryl Cole \| Promise This Priscilla Renea Hamilton, Christopher Arthur Jackson, Wayne Andrew Wilkins \| – \| \| 7. November 2010 – 20. November 2010 2 Wochen \| 2 \| Rihanna \| Only Girl (In the World) Crystal Nicole Johnson, Mikkel Storleer Eriksen, Tor Erik Hermansen, Sandy Julien Wilhelm \| – \| \| 21. November 2010 – 27. November 2010 1 Woche \| 1 \| JLS \| Love You More Tobias Gad, Wayne Anthony Hector, Jonathan Benjamin Gill, Marvin Humes \| – \| \| 28. November 2010 – 11. Dezember 2010 2 Wochen \| 2 \| X Factor Finalists 2010 \| Heroes David Bowie, Brian Peter George Eno \| – \| \| 12. Dezember 2010 – 18. Dezember 2010 1 Woche \| 1 \| The Black Eyed Peas \| The Time (Dirty Bit) Will Adams, Allan Apll Pineda, Jaime Luis Gomez, Stacy Ferguson, Adam Charles Wood Freeland, Alexander Charles Lachlan Drury \| – \| \| 19. Dezember 2010 – 8. Januar 2011 3 Wochen \| 3 \| Matt Cardle \| When We Collide Simon Alexander Neil \| – \| |                                                     |                                                      | |                           |
| ← 2009 |                                                     |                                                      | | → 2011 →                  |
| Zeitraum | Wo. ges.                                            | Interpret                                            | Titel Autor(en) | Zusätzliche Informationen |
| (Zeitraum, Wochen auf Platz eins, Interpret, Titel, Autor[en], zusätzliche Informationen) |                                                     |                                                      | |                           |
| 27. Dezember 2009 – 2. Januar 2010 1 Woche | 1                                                   | Joe McElderry                                        | The Climb Jessica Leigh Alexander, Jon Clifton Mabe | –                         |
| 3. Januar 2010 – 9. Januar 2010 1 Woche (insgesamt 2) | 2                                                   | Lady Gaga                                            | Bad Romance Nadir Khayat, Stefani Germanotta | –                         |
| 10. Januar 2010 – 23. Januar 2010 2 Wochen | 2                                                   | Iyaz                                                 | Replay Jason Joel Desrouleaux, Theron Makiel Thomas, Timothy Jamahli Thomas, Jonathan Rotem, Kisean Paul Anderson, Keidran K. Jones | –                         |
| 24. Januar 2010 – 13. Februar 2010 3 Wochen | 3                                                   | Owl City                                             | Fireflies Adam R. Young | –                         |
| 14. Februar 2010 – 27. Februar 2010 2 Wochen | 2                                                   | Helping Haiti                                        | Everybody Hurts William Thomas Berry, Michael Stipe, Peter Lawrence Buck, Michael Edward Mills | –                         |
| 28. Februar 2010 – 6. März 2010 1 Woche | 1                                                   | Jason Derulo                                         | In My Head Jonathan Reuven Rotem, Claude Kelly, Jason Joel Desrouleaux | –                         |
| 7. März 2010 – 20. März 2010 2 Wochen | 2                                                   | Tinie Tempah                                         | Pass Out Musik: Timothy Lee McKenzie, Marc Williams; Text: Nicolas David Robert Salvadori, Patrick Okogwu | –                         |
| 21. März 2010 – 3. April 2010 2 Wochen | 2                                                   | Lady Gaga feat. Beyoncé                              | Telephone Beyoncé Gisselle Knowles, Rodney Roy Jerkins, LaShawn Ameen Daniels, Lazonate S. Franklin, Stefani Germanotta | –                         |
| 4. April 2010 – 17. April 2010 2 Wochen | 2                                                   | Scouting for Girls                                   | This Ain’t a Love Song Roy Neville Francis Stride | –                         |
| 18. April 2010 – 24. April 2010 1 Woche | 1                                                   | Usher feat. Will.i.am                                | OMG William Adams | –                         |
| 25. April 2010 – 1. Mai 2010 1 Woche | 1                                                   | Diana Vickers                                        | Once Cathy Dennis, Francis Eg White | –                         |
| 2. Mai 2010 – 22. Mai 2010 3 Wochen | 3                                                   | Roll Deep                                            | Good Times Adam Isaac Ali, Mohammed Ibrahim Ali, Ryan Robert Williams, Richard Kylea Cowie, David Paul Dawood, Charlotte Kellys, Jodie Melanie Connor                                                                                    | –                         |
| 23. Mai 2010 – 29. Mai 2010 1 Woche | 1                                                   | B.o.B feat. Bruno Mars                               | Nothin’ on You Philip Martin Lawrence II, Ari Levine, Peter Gene Hernandez, Bobby Ray Simmons Jr. | –                         |
| 30. Mai 2010 – 5. Juni 2010 1 Woche | 1                                                   | Dizzee Rascal                                        | Dirtee Disco Dylan Kwabena Mills, Nicholas Andrew Detnon, Daniel Pearce, John Edward Davis, Jacqueline H. English, Vincent M. Fay | –                         |
| 6. Juni 2010 – 12. Juni 2010 1 Woche | 1                                                   | David Guetta & Chris Willis feat. Fergie & LMFAO     | Gettin’ Over You David Guetta, Jean-Claude Sindres, Frederic Jean Riesterer, Christopher Kevin Willis, William Adams, Stacy Ferguson, Stefan Kendal Gordy, Sandy Julien Wilhelm, David Jamahl Listenbee, Skyler Husten Gordy             | –                         |
| 13. Juni 2010 – 26. Juni 2010 2 Wochen | 2                                                   | Shout for England feat. Dizzee Rascal & James Corden | Shout Edward Theodore Riley, William Anthony Stewart Jr., Nigel Butler, Blair Lee Joey Dreelan, Andre Hannibal Chauncey, Ray Hedges, Kwabena Dylan Mills, Roland Orzabal, Ian Stanley, Richard S. Vick III, Lynise Walters, Bill Withers | –                         |
| 27. Juni 2010 – 10. Juli 2010 2 Wochen | 2                                                   | Katy Perry feat. Snoop Dogg                          | California Gurls Katy Perry, Lukasz Gottwald, Max Martin, Benjamin Joseph Levin, Bonnie Leigh McKee, Cordozar Calvin Broadus | –                         |
| 11. Juli 2010 – 17. Juli 2010 1 Woche | 1                                                   | JLS                                                  | The Club Is Alive Oscar Hammerstein II, Richard Rodgers, Savan Harish Kotecha, Andrew Marcus Frampton, Steven McCutcheon | –                         |
| 18. Juli 2010 – 24. Juli 2010 1 Woche | 1                                                   | B.o.B feat. Hayley Williams                          | Airplanes Justin Scott Franks, Timothy Paul Sommers, Jeremy Dussolliet, Bobby Ray Simmons Jr., Alexander Junior Grant | –                         |
| 25. Juli 2010 – 31. Juli 2010 1 Woche | 1                                                   | Yolanda Be Cool vs. DCUP                             | We No Speak Americano! Musik: Renato Carosone; Text: Nicola Salerno | –                         |
| 1. August 2010 – 7. August 2010 1 Woche | 1                                                   | The Wanted                                           | All Time Low Edward James Drewett, Steven McCutcheon, Wayne Anthony Hector | –                         |
| 8. August 2010 – 14. August 2010 1 Woche | 1                                                   | Ne-Yo                                                | Beautiful Monster Mikkel Storleer Eriksen, Tor Erik Hermansen, Shaffer Smith, Sandy Julien Wilhelm | –                         |
| 15. August 2010 – 21. August 2010 1 Woche | 1                                                   | Flo Rida feat. David Guetta                          | Club Can’t Handle Me Tramar Dillard, David Guetta, Michael Caren, Kasia Livingston, Carmen Michelle Key, Frédéric Jean Riesterer, Giorgio H. Tuinfort                                                                                    | –                         |
| 22. August 2010 – 28. August 2010 1 Woche | 1                                                   | Roll Deep                                            | Green Light Adam Isaac Ali, Mohammed Ibrahim Ali, Ryan Robert Williams, Jason Black, Richard Kylea Cowie, Sirach Tendai Charles, Victoria Titilayo Akintola, Ras Kassa Amha Shaka Alexander, Daniel James Baker, John Dunne, Joe Hirst   | –                         |
| 29. August 2010 – 4. September 2010 1 Woche | 1                                                   | Taio Cruz                                            | Dynamite Lukasz Gottwald, Benjamin Joseph Levin, Max Martin, Bonnie Leigh McKee, Adetayo Ayowale Onile-Ere | –                         |
| 5. September 2010 – 11. September 2010 1 Woche | 1                                                   | Olly Murs                                            | Please Don’t Let Me Go Oliver Stanley Murs, Claude Kelly, Stephen Paul Robson | –                         |
| 12. September 2010 – 25. September 2010 2 Wochen | 2                                                   | Alexandra Burke feat. Laza Morgan                    | Start Without You Kristian Carl Marcus Lundin, Savan Harish Kotecha, Julian C. Bunetta, Nadir Khayat | –                         |
| 26. September 2010 – 2. Oktober 2010 1 Woche (insgesamt 2) | 2                                                   | Bruno Mars                                           | Just the Way You Are (Amazing) Khari Cain, Peter Gene Hernandez, Philip Martin Lawrence II, Ari Levine, Khalil Walton | –                         |
| 3. Oktober 2010 – 9. Oktober 2010 1 Woche | 1                                                   | Tinie Tempah feat. Eric Turner                       | Written in the Stars Charlie Bernardo Kaagell, Eric Vincent Turner, Patrick Chukwuemeka Okogwu, Eshraque Mughal | –                         |
| 10. Oktober 2010 – 23. Oktober 2010 2 Wochen | 2                                                   | CeeLo Green                                          | Forget You Thomas Decarlo Callaway, Philip Martin Lawrence II, Ari Levine, Peter Gene Hernandez, Christopher Steven Brown | –                         |
| 24. Oktober 2010 – 30. Oktober 2010 1 Woche (insgesamt 2) | 2                                                   | Bruno Mars                                           | Just the Way You Are Khari Cain, Peter Gene Hernandez, Philip Martin Lawrence II, Ari Levine, Khalil Walton | –                         |
| 31. Oktober 2010 – 6. November 2010 1 Woche | 1                                                   | Cheryl Cole                                          | Promise This Priscilla Renea Hamilton, Christopher Arthur Jackson, Wayne Andrew Wilkins | –                         |
| 7. November 2010 – 20. November 2010 2 Wochen | 2                                                   | Rihanna                                              | Only Girl (In the World) Crystal Nicole Johnson, Mikkel Storleer Eriksen, Tor Erik Hermansen, Sandy Julien Wilhelm | –                         |
| 21. November 2010 – 27. November 2010 1 Woche | 1                                                   | JLS                                                  | Love You More Tobias Gad, Wayne Anthony Hector, Jonathan Benjamin Gill, Marvin Humes | –                         |
| 28. November 2010 – 11. Dezember 2010 2 Wochen | 2                                                   | X Factor Finalists 2010                              | Heroes David Bowie, Brian Peter George Eno | –                         |
| 12. Dezember 2010 – 18. Dezember 2010 1 Woche | 1                                                   | The Black Eyed Peas                                  | The Time (Dirty Bit) Will Adams, Allan Apll Pineda, Jaime Luis Gomez, Stacy Ferguson, Adam Charles Wood Freeland, Alexander Charles Lachlan Drury                                                                                        | –                         |
| 19. Dezember 2010 – 8. Januar 2011 3 Wochen | 3                                                   | Matt Cardle                                          | When We Collide Simon Alexander Neil | –                         |

## Alben
| ← 2009 ← | Liste der Nummer-eins-Hits in den britischen Charts | Liste der Nummer-eins-Hits in den britischen Charts | Liste der Nummer-eins-Hits in den britischen Charts      | 2011 →                    |
| \| Zeitraum \| Wo. ges. \| Interpret \| Titel \| Zusätzliche Informationen \| \| (Zeitraum, Wochen auf Platz eins, Interpret, Titel, zusätzliche Informationen) \| \| \| \| \| \| ------------------------------------------------------------------------------ \| -------- \| ---------------------- \| -------------------------------------------------------- \| ------------------------- \| \| 27. Dezember 2009 – 2. Januar 2010 1 Woche \| 1 \| Michael Bublé \| Crazy Love \| – \| \| 3. Januar 2010 – 16. Januar 2010 2 Wochen (insgesamt 3) \| 3 \| Paolo Nutini \| Sunny Side Up \| – \| \| 17. Januar 2010 – 30. Januar 2010 2 Wochen \| 2 \| Florence + the Machine \| Lungs \| – \| \| 31. Januar 2010 – 6. Februar 2010 1 Woche (insgesamt 3) \| 3 \| Paolo Nutini \| Sunny Side Up \| – \| \| 7. Februar 2010 – 20. Februar 2010 2 Wochen \| 2 \| Alicia Keys \| The Element of Freedom \| – \| \| 21. Februar 2010 – 27. Februar 2010 1 Woche \| 1 \| Glee Cast \| Glee: The Music, Volume 1 \| – \| \| 28. Februar 2010 – 6. März 2010 1 Woche (insgesamt 7) \| 7 \| Lady Gaga \| The Fame \| – \| \| 7. März 2010 – 13. März 2010 1 Woche \| 1 \| Ellie Goulding \| Lights \| – \| \| 14. März 2010 – 20. März 2010 1 Woche (insgesamt 3) \| 3 \| Boyzone \| Brother \| – \| \| 21. März 2010 – 27. März 2010 1 Woche (insgesamt 7) \| 7 \| Lady Gaga \| The Fame \| – \| \| 28. März 2010 – 10. April 2010 2 Wochen (insgesamt 3) \| 3 \| Boyzone \| Brother \| – \| \| 11. April 2010 – 17. April 2010 1 Woche (insgesamt 7) \| 7 \| Lady Gaga \| The Fame \| – \| \| 18. April 2010 – 24. April 2010 1 Woche (insgesamt 2) \| 2 \| Plan B \| The Defamation of Strickland Banks \| – \| \| 25. April 2010 – 1. Mai 2010 1 Woche \| 1 \| AC/DC \| Iron Man 2 (Soundtrack) \| – \| \| 2. Mai 2010 – 8. Mai 2010 1 Woche (insgesamt 2) \| 2 \| Plan B \| The Defamation of Strickland Banks \| – \| \| 9. Mai 2010 – 15. Mai 2010 1 Woche \| 1 \| Diana Vickers \| Songs from the Tainted Cherry Tree \| – \| \| 16. Mai 2010 – 22. Mai 2010 1 Woche \| 1 \| Keane \| Night Train \| – \| \| 23. Mai 2010 – 29. Mai 2010 1 Woche (insgesamt 2) \| 2 \| The Rolling Stones \| Exile on Main Street \| – \| \| 30. Mai 2010 – 5. Juni 2010 1 Woche \| 1 \| Pendulum \| Immersion \| – \| \| 6. Juni 2010 – 12. Juni 2010 1 Woche \| 1 \| Jack Johnson \| To the Sea \| – \| \| 13. Juni 2010 – 19. Juni 2010 1 Woche \| 1 \| Christina Aguilera \| Bionic \| – \| \| 20. Juni 2010 – 26. Juni 2010 1 Woche (insgesamt 2) \| 2 \| Oasis \| Time Flies … 1994–2009 \| – \| \| 27. Juni 2010 – 10. Juli 2010 2 Wochen (insgesamt 7) \| 7 \| Eminem \| Recovery \| – \| \| 11. Juli 2010 – 17. Juli 2010 1 Woche \| 1 \| Kylie Minogue \| Aphrodite \| – \| \| 18. Juli 2010 – 7. August 2010 3 Wochen (insgesamt 7) \| 7 \| Eminem \| Recovery \| – \| \| 8. August 2010 – 14. August 2010 1 Woche \| 1 \| Arcade Fire \| The Suburbs \| – \| \| 15. August 2010 – 21. August 2010 1 Woche (insgesamt 7) \| 7 \| Eminem \| Recovery \| – \| \| 22. August 2010 – 28. August 2010 1 Woche \| 1 \| Iron Maiden \| The Final Frontier \| – \| \| 29. August 2010 – 4. September 2010 1 Woche (insgesamt 7) \| 7 \| Eminem \| Recovery \| – \| \| 5. September 2010 – 11. September 2010 1 Woche \| 1 \| Katy Perry \| Teenage Dream \| – \| \| 12. September 2010 – 18. September 2010 1 Woche \| 1 \| Brandon Flowers \| Flamingo \| – \| \| 19. September 2010 – 25. September 2010 1 Woche (insgesamt 2) \| 2 \| The Script \| Science & Faith \| – \| \| 26. September 2010 – 2. Oktober 2010 1 Woche \| 1 \| Phil Collins \| Going Back \| – \| \| 3. Oktober 2010 – 9. Oktober 2010 1 Woche (insgesamt 2) \| 2 \| The Script \| Science & Faith \| – \| \| 10. Oktober 2010 – 16. Oktober 2010 1 Woche \| 1 \| Tinie Tempah \| Disc-Overy \| – \| \| 17. Oktober 2010 – 23. Oktober 2010 1 Woche \| 1 \| Robbie Williams \| In and out of Consciousness: The Greatest Hits 1990-2010 \| – \| \| 24. Oktober 2010 – 6. November 2010 2 Wochen \| 2 \| Kings of Leon \| Come Around Sundown \| – \| \| 7. November 2010 – 13. November 2010 1 Woche \| 1 \| Cheryl Cole \| Messy Little Raindrops \| – \| \| 14. November 2010 – 20. November 2010 1 Woche \| 1 \| Susan Boyle \| The Gift \| – \| \| 21. November 2010 – 1. Januar 2011 6 Wochen (insgesamt 7) \| 7 \| Take That \| Progress \| – \| |                                                     |                                                     |                                                          |                           |
| ← 2009 |                                                     |                                                     |                                                          | → 2011 →                  |
| Zeitraum | Wo. ges.                                            | Interpret                                           | Titel                                                    | Zusätzliche Informationen |
| (Zeitraum, Wochen auf Platz eins, Interpret, Titel, zusätzliche Informationen) |                                                     |                                                     |                                                          |                           |
| 27. Dezember 2009 – 2. Januar 2010 1 Woche | 1                                                   | Michael Bublé                                       | Crazy Love                                               | –                         |
| 3. Januar 2010 – 16. Januar 2010 2 Wochen (insgesamt 3) | 3                                                   | Paolo Nutini                                        | Sunny Side Up                                            | –                         |
| 17. Januar 2010 – 30. Januar 2010 2 Wochen | 2                                                   | Florence + the Machine                              | Lungs                                                    | –                         |
| 31. Januar 2010 – 6. Februar 2010 1 Woche (insgesamt 3) | 3                                                   | Paolo Nutini                                        | Sunny Side Up                                            | –                         |
| 7. Februar 2010 – 20. Februar 2010 2 Wochen | 2                                                   | Alicia Keys                                         | The Element of Freedom                                   | –                         |
| 21. Februar 2010 – 27. Februar 2010 1 Woche | 1                                                   | Glee Cast                                           | Glee: The Music, Volume 1                                | –                         |
| 28. Februar 2010 – 6. März 2010 1 Woche (insgesamt 7) | 7                                                   | Lady Gaga                                           | The Fame                                                 | –                         |
| 7. März 2010 – 13. März 2010 1 Woche | 1                                                   | Ellie Goulding                                      | Lights                                                   | –                         |
| 14. März 2010 – 20. März 2010 1 Woche (insgesamt 3) | 3                                                   | Boyzone                                             | Brother                                                  | –                         |
| 21. März 2010 – 27. März 2010 1 Woche (insgesamt 7) | 7                                                   | Lady Gaga                                           | The Fame                                                 | –                         |
| 28. März 2010 – 10. April 2010 2 Wochen (insgesamt 3) | 3                                                   | Boyzone                                             | Brother                                                  | –                         |
| 11. April 2010 – 17. April 2010 1 Woche (insgesamt 7) | 7                                                   | Lady Gaga                                           | The Fame                                                 | –                         |
| 18. April 2010 – 24. April 2010 1 Woche (insgesamt 2) | 2                                                   | Plan B                                              | The Defamation of Strickland Banks                       | –                         |
| 25. April 2010 – 1. Mai 2010 1 Woche | 1                                                   | AC/DC                                               | Iron Man 2 (Soundtrack)                                  | –                         |
| 2. Mai 2010 – 8. Mai 2010 1 Woche (insgesamt 2) | 2                                                   | Plan B                                              | The Defamation of Strickland Banks                       | –                         |
| 9. Mai 2010 – 15. Mai 2010 1 Woche | 1                                                   | Diana Vickers                                       | Songs from the Tainted Cherry Tree                       | –                         |
| 16. Mai 2010 – 22. Mai 2010 1 Woche | 1                                                   | Keane                                               | Night Train                                              | –                         |
| 23. Mai 2010 – 29. Mai 2010 1 Woche (insgesamt 2) | 2                                                   | The Rolling Stones                                  | Exile on Main Street                                     | –                         |
| 30. Mai 2010 – 5. Juni 2010 1 Woche | 1                                                   | Pendulum                                            | Immersion                                                | –                         |
| 6. Juni 2010 – 12. Juni 2010 1 Woche | 1                                                   | Jack Johnson                                        | To the Sea                                               | –                         |
| 13. Juni 2010 – 19. Juni 2010 1 Woche | 1                                                   | Christina Aguilera                                  | Bionic                                                   | –                         |
| 20. Juni 2010 – 26. Juni 2010 1 Woche (insgesamt 2) | 2                                                   | Oasis                                               | Time Flies … 1994–2009                                   | –                         |
| 27. Juni 2010 – 10. Juli 2010 2 Wochen (insgesamt 7) | 7                                                   | Eminem                                              | Recovery                                                 | –                         |
| 11. Juli 2010 – 17. Juli 2010 1 Woche | 1                                                   | Kylie Minogue                                       | Aphrodite                                                | –                         |
| 18. Juli 2010 – 7. August 2010 3 Wochen (insgesamt 7) | 7                                                   | Eminem                                              | Recovery                                                 | –                         |
| 8. August 2010 – 14. August 2010 1 Woche | 1                                                   | Arcade Fire                                         | The Suburbs                                              | –                         |
| 15. August 2010 – 21. August 2010 1 Woche (insgesamt 7) | 7                                                   | Eminem                                              | Recovery                                                 | –                         |
| 22. August 2010 – 28. August 2010 1 Woche | 1                                                   | Iron Maiden                                         | The Final Frontier                                       | –                         |
| 29. August 2010 – 4. September 2010 1 Woche (insgesamt 7) | 7                                                   | Eminem                                              | Recovery                                                 | –                         |
| 5. September 2010 – 11. September 2010 1 Woche | 1                                                   | Katy Perry                                          | Teenage Dream                                            | –                         |
| 12. September 2010 – 18. September 2010 1 Woche | 1                                                   | Brandon Flowers                                     | Flamingo                                                 | –                         |
| 19. September 2010 – 25. September 2010 1 Woche (insgesamt 2) | 2                                                   | The Script                                          | Science & Faith                                          | –                         |
| 26. September 2010 – 2. Oktober 2010 1 Woche | 1                                                   | Phil Collins                                        | Going Back                                               | –                         |
| 3. Oktober 2010 – 9. Oktober 2010 1 Woche (insgesamt 2) | 2                                                   | The Script                                          | Science & Faith                                          | –                         |
| 10. Oktober 2010 – 16. Oktober 2010 1 Woche | 1                                                   | Tinie Tempah                                        | Disc-Overy                                               | –                         |
| 17. Oktober 2010 – 23. Oktober 2010 1 Woche | 1                                                   | Robbie Williams                                     | In and out of Consciousness: The Greatest Hits 1990-2010 | –                         |
| 24. Oktober 2010 – 6. November 2010 2 Wochen | 2                                                   | Kings of Leon                                       | Come Around Sundown                                      | –                         |
| 7. November 2010 – 13. November 2010 1 Woche | 1                                                   | Cheryl Cole                                         | Messy Little Raindrops                                   | –                         |
| 14. November 2010 – 20. November 2010 1 Woche | 1                                                   | Susan Boyle                                         | The Gift                                                 | –                         |
| 21. November 2010 – 1. Januar 2011 6 Wochen (insgesamt 7) | 7                                                   | Take That                                           | Progress                                                 | –                         |

Die Angaben basieren auf den offiziellen Verkaufshitparaden der Official UK Charts Company für das Vereinigte Königreich. Die Datumsangaben beziehen sich auf das Gültigkeitsdatum der Charts, also jeweils die auf die Verkaufswoche folgende Woche.

## Jahreshitparaden
| ← 2009 ← | Liste der Nummer-eins-Hits in den britischen Charts | Liste der Nummer-eins-Hits in den britischen Charts | Liste der Nummer-eins-Hits in den britischen Charts | 2011 →   |
| \| Singles \| Position# \| Alben \| \| -------------------------------------------------------------------------------------------------------------------------------------------------------- \| --------- \| ----------------------------------------- \| \| Love the Way You Lie Eminem feat. Rihanna Alexander Grant Jr., Marshall B. Mathers III, Holly Brook \| 1 \| Progress Take That \| \| When We Collide Matt Cardle Simon Alexander Neil \| 2 \| Crazy Love Michael Bublé \| \| Just the Way You Are (Amazing) Bruno Mars Khari Cain, Peter Gene Hernandez, Philip Martin Lawrence II, Ari Levine, Khalil Walton \| 3 \| The Fame Lady Gaga \| \| Only Girl (In the World) Rihanna Crystal Nicole Johnson, Mikkel Storleer Eriksen, Tor Erik Hermansen, Sandy Julien Wilhelm \| 4 \| Loud Rihanna \| \| OMG Usher feat. Will.i.am William Adams \| 5 \| The Defamation of Strickland Banks Plan B \| \| Fireflies Owl City Adam R. Young \| 6 \| Sunny Side Up Paolo Nutini \| \| Airplanes B.o.B feat. Hayley Williams Justin Scott Franks, Timothy Paul Sommers, Jeremy Dussolliet, Bobby Ray Simmons Jr., Alexander Junior Grant \| 7 \| The Element of Freedom Alicia Keys \| \| California Gurls Katy Perry feat. Snoop Dogg Katy Perry, Lukasz Gottwald, Max Martin, Benjamin Joseph Levin, Bonnie Leigh McKee, Cordozar Calvin Broadus \| 8 \| Lungs Florence and the Machine \| \| We No Speak Americano! Yolanda Be Cool vs. DCUP Musik: Renato Carosone; Text: Nicola Salerno \| 9 \| Recovery Eminem \| \| Pass Out Tinie Tempah Musik: Timothy Lee McKenzie, Marc Williams; Text: Nicolas David Robert Salvadori, Patrick Okogwu \| 10 \| Sigh No More Mumford & Sons \| |                                                     |                                                     |                                                     |          |
| ← 2009 |                                                     |                                                     |                                                     | → 2011 → |
| Singles | Position#                                           | Alben                                               |                                                     |          |
| Love the Way You Lie Eminem feat. Rihanna Alexander Grant Jr., Marshall B. Mathers III, Holly Brook | 1                                                   | Progress Take That                                  |                                                     |          |
| When We Collide Matt Cardle Simon Alexander Neil | 2                                                   | Crazy Love Michael Bublé                            |                                                     |          |
| Just the Way You Are (Amazing) Bruno Mars Khari Cain, Peter Gene Hernandez, Philip Martin Lawrence II, Ari Levine, Khalil Walton | 3                                                   | The Fame Lady Gaga                                  |                                                     |          |
| Only Girl (In the World) Rihanna Crystal Nicole Johnson, Mikkel Storleer Eriksen, Tor Erik Hermansen, Sandy Julien Wilhelm | 4                                                   | Loud Rihanna                                        |                                                     |          |
| OMG Usher feat. Will.i.am William Adams | 5                                                   | The Defamation of Strickland Banks Plan B           |                                                     |          |
| Fireflies Owl City Adam R. Young | 6                                                   | Sunny Side Up Paolo Nutini                          |                                                     |          |
| Airplanes B.o.B feat. Hayley Williams Justin Scott Franks, Timothy Paul Sommers, Jeremy Dussolliet, Bobby Ray Simmons Jr., Alexander Junior Grant | 7                                                   | The Element of Freedom Alicia Keys                  |                                                     |          |
| California Gurls Katy Perry feat. Snoop Dogg Katy Perry, Lukasz Gottwald, Max Martin, Benjamin Joseph Levin, Bonnie Leigh McKee, Cordozar Calvin Broadus | 8                                                   | Lungs Florence and the Machine                      |                                                     |          |
| We No Speak Americano! Yolanda Be Cool vs. DCUP Musik: Renato Carosone; Text: Nicola Salerno | 9                                                   | Recovery Eminem                                     |                                                     |          |
| Pass Out Tinie Tempah Musik: Timothy Lee McKenzie, Marc Williams; Text: Nicolas David Robert Salvadori, Patrick Okogwu | 10                                                  | Sigh No More Mumford & Sons                         |                                                     |          |